# ジョン・ストラトフォード (第3代アルドバラ伯爵)
第3代アルドバラ伯爵ジョン・ストラトフォード（英語: John Stratford, 3rd Earl of Aldborough、1740年ごろ – 1823年3月7日）は、アイルランド王国の政治家、貴族。1763年から1800年までアイルランド庶民院議員を務めた。

## 生涯
初代アルドバラ伯爵ジョン・ストラトフォードと妻マーサ（1706年ごろ – 1796年3月11日、ベンジャミン・オニールの娘）の息子として、1740年ごろに生まれた。
1763年よりバルティングラス選挙区の代表としてアイルランド庶民院議員を務め、1768年と1776年の総選挙で再選されたが、1776年の総選挙ではウィックロー県選挙区でも当選し、ウィックロー県選挙区の代表として議員を務めた。1783年の総選挙でも同様の状況になり、引き続きウィックロー県選挙区の代表として議員を務めた。1790年の総選挙でバルティングラス選挙区に復帰、1797年の総選挙で再選した後、1801年のグレートブリテン及びアイルランド連合王国成立に伴い1800年末をもってアイルランド議会が廃止されるまで議員を務めた。1795年、ウィックロー県総督（Governor of County Wicklow）の1人に任命された。
1801年1月2日に兄エドワード・オーガスタスが死去すると、アルドバラ伯爵位を継承した。
バルティングラスに邸宅ストラトフォード・ロッジ（Stratford Lodge）を建てた。
1823年3月7日にキルデア県ベラン・ハウス（Belan House）で死去、弟ベンジャミン・オニールが爵位を継承した。

## 家族
1777年4月、エリザベス・ハミルトン（Elizabeth Hamilton、1846年1月29日没、フレデリック・ハミルトンの娘）と結婚、3女をもうけた。
- ルイーザ・マーサ（1778年12月4日 – 1814年12月2日） - 1799年10月19日、ジョン・ロドニー閣下（英語版）（初代ロドニー男爵ジョージ・ロドニーの息子）と結婚[3]
- エリザベス（1861年5月13日没[4]） - 1797年2月28日、ジョン・リチャード・ディラップ・トルマッシュ（John Richard Delap Tollemache、1772年 – 1837年7月16日、ジョン・ディラップ・ハリデイの息子）と結婚[3]
- エミリー（1863年5月23日没[5]） - 1804年12月25日、トマス・ベスト（Thomas Best、1829年没）と結婚[3]